# Bahnstrecke Treviglio–Bergamo
| |                      |                                                           |                                                           |
| Streckennummer (RFI): | 29                   |                                                           |                                                           |
| Kursbuchstrecke (IT): | 185                  |                                                           |                                                           |
| Streckenlänge: | 22 km                |                                                           |                                                           |
| Spurweite: | 1435 mm (Normalspur) |                                                           |                                                           |
| Stromsystem: | 3 kV =               |                                                           |                                                           |
| Zweigleisigkeit: | ja                   |                                                           |                                                           |
| |                      |                                                           |                                                           |
| \| \| \| von Venedig und von Cremona \| \| \| \| 0,000 \| Treviglio Endstation \| Treviglio Endstation \| \| \| \| nach und von Mailand \| \| \| \| 1,344 \| Treviglio Ovest (seit 1908) \| Treviglio Ovest (seit 1908) \| \| \| 7,556 \| Arcene (seit 2008) \| Arcene (seit 2008) \| \| \| 11,175 \| Verdello-Dalmine \| Verdello-Dalmine \| \| \| 13,441 \| Levate (seit 2008) \| Levate (seit 2008) \| \| \| \| A 4 – E 64 \| \| \| \| 17,175 \| Stezzano (seit 2008) \| Stezzano (seit 2008) \| \| \| \| von Lecco und von Carnate \| \| \| \| 21,882 \| Bergamo Übergang zu den FVB (bis 1966) und FVS (bis 1967) \| Bergamo Übergang zu den FVB (bis 1966) und FVS (bis 1967) \| \| \| \| nach Brescia \| \| |                      |                                                           |                                                           |
| Abzweig geradeaus und von links |                      | von Venedig und von Cremona                               | von Venedig und von Cremona                               |
| Bahnhof | 0,000                | Treviglio Endstation                                      | Treviglio Endstation                                      |
| Abzweig geradeaus, nach links und von links |                      | nach und von Mailand                                      | nach und von Mailand                                      |
| Haltepunkt / Haltestelle | 1,344                | Treviglio Ovest (seit 1908)                               | Treviglio Ovest (seit 1908)                               |
| Haltepunkt / Haltestelle | 7,556                | Arcene (seit 2008)                                        | Arcene (seit 2008)                                        |
| Bahnhof | 11,175               | Verdello-Dalmine                                          | Verdello-Dalmine                                          |
| Haltepunkt / Haltestelle | 13,441               | Levate (seit 2008)                                        | Levate (seit 2008)                                        |
| Brücke |                      | A 4 – E 64                                                | A 4 – E 64                                                |
| Haltepunkt / Haltestelle | 17,175               | Stezzano (seit 2008)                                      | Stezzano (seit 2008)                                      |
| Abzweig geradeaus und von links |                      | von Lecco und von Carnate                                 | von Lecco und von Carnate                                 |
| Bahnhof | 21,882               | Bergamo Übergang zu den FVB (bis 1966) und FVS (bis 1967) | Bergamo Übergang zu den FVB (bis 1966) und FVS (bis 1967) |
| Strecke |                      | nach Brescia                                              | nach Brescia                                              |

Die Bahnstrecke Treviglio–Bergamo ist eine Eisenbahnstrecke in Italien. Sie wird von RFI, die Infrastrukturbranche der staatlichen Eisenbahngesellschaft FSI betrieben.

## Geschichte
Die Strecke wurde 1857 als Teil der damaligen k.k. Ferdinandsbahn eröffnet. 1878 wurde eine direktere Verbindung von Treviglio über Chiari nach Rovato eröffnet. Die Strecke über Bergamo wurde deshalb als Nebenbahn erklärt und das zweite Gleis 1919 demontiert.
1954 wurde die Strecke elektrifiziert und entwickelte sich als regionale Verbindung von Mailand nach Bergamo. 2004–2005 wurde das zweite Gleis wiederhergestellt und 2008 die Haltepunkte Arcene, Levate und Stezzano eröffnet.

## Verkehr
Auf der Strecke verkehren zwei Linien der regionalen Bahnbetriebs von Trenord:
- eine S-Bahn-ähnliche Regionallinie von Treviglio nach Bergamo im halbstündlichen Taktverkehr;
- eine RegioExpress-Linie von Milano Centrale nach Bergamo im stündlichen Taktverkehr, mit Halt nur in Verdello.